# Brachyarthrum limitatum
Brachyarthrum limitatum är en insektsart som beskrevs av Franz Xaver Fieber 1858. Brachyarthrum limitatum ingår i släktet Brachyarthrum, och familjen ängsskinnbaggar. Arten är reproducerande i Sverige.